# Saunshi
Saunshi är en ort i Indien.   Den ligger i distriktet Dharwad och delstaten Karnataka, i den sydvästra delen av landet, 1 500 km söder om huvudstaden New Delhi. Saunshi ligger 654 meter över havet och antalet invånare är 12 279.
Terrängen runt Saunshi är platt. Runt Saunshi är det tätbefolkat, med 286 invånare per kvadratkilometer. Närmaste större samhälle är Lakshmeshwar, 19,8 km öster om Saunshi. Trakten runt Saunshi består till största delen av jordbruksmark.